# Мухаж (гмина)
Гмина Мухаж (пол. Gmina Mucharz)  —  сельская гмина (волость) в Польше, входит как административная единица в Вадовицкий повет,  Малопольское воеводство. Население — 3839 человек (на 2004 год).

## Демография
Данные по переписи 2004 года:
| Перепись                         | Всего   | Всего | Женщины | Женщины | Мужчины | Мужчины |
| -------------------------------- | ------- | ----- | ------- | ------- | ------- | ------- |
| Единицы                          | человек | %     | человек | %       | человек | %       |
| Население                        | 3839    | 100   | 1895    | 49,4    | 1944    | 50,6    |
| Плотность населения (чел./кв.км) | 102,9   | 102,9 | 50,8    | 50,8    | 52,1    | 52,1    |

## Соседние гмины
1. Гмина Стрышув
2. Гмина Вадовице
3. Гмина Зембжице